# 卡尔巴赫
卡尔巴赫是德国黑森州的一个市镇。总面积70.64平方公里，总人口6296人，其中男性3168人，女性3128人（2011年12月31日），人口密度89人/平方公里。